# 龙江 (绥江)
龙江，流经中华人民共和国广东省广宁县和四会市，是绥江左岸支流，发源于广宁县东部的十排山，东南流入四会市境内的江谷水库和江谷镇，于下茆镇龙湾村（原龙湾镇）左纳河礼河后转南流，至四会市区汇入绥江。干流长63千米，河道平均比降2.51‰，流域面积567平方千米，年均径流量4.02亿立方米。流域上游为山区丘陵，中游多土阜短岗，水土流失较重，下游是低塱平原，河道曲折。